# Carine Mongoue
Carine Mongoue, de son nom complet Carine Nina Mongoue Kamtchuwe, née le 14 janvier 1986 à Babouantou, est une entrepreneuse camerounaise spécialisée dans la fabrication cosmétique. Elle est la fondatrice des Laboratoires Carine Mongoue  et l'entreprise Carimo Empire.

## Biographie

### Débuts et Éducation
Carine Mongoue est née le 14 janvier 1986 à Babouantou, dans le département de du Haut-Nkam, dans la région de l'Ouest. Elle obtient son Baccalauréat série D en 2005 au Lycée Classique de Bafang. Elle intègre le Complexe Siantou Supérieur et obtient succinctement un BTS en Comptabilité et Gestion des entreprises en 2008 et une Licence Professionnelle en Comptabilité et Finance en 2009. Entre 2011 et 2012, elle se réoriente vers une formation en cosmétologie au Centre de Formation Sara Kam Karian Make-Up School de Dubaï.

### Carrière
En 2010, Carine Mongoue occupe le poste d'Assistante comptable a UBA Bank dans le quartier Hippodrome. À la suite de son séjour à Dubaï, en 2013, elle ouvre les portes de l'Institut de Beauté Teint Métis.
En 2016, elle fonde les Laboratoires Carine Mongoue dont la direction générale est basée à Yaoundé avec une direction régionale à Akwa Douala. L'entreprise dispose également des agences dans les villes de Bafoussam, au Tchad et au Gabon et des Représentations partout dans le monde.
Depuis 2017, Carine Mongoue propose des formations à travers son Institut de Formation Professionnel Carine Mongoue en abrégé IFPCM où elle forme chaque année une centaine d'étudiants.
Carine Mongoue est également la fondatrice de Carimo Empire, un groupe investit dans plusieurs secteurs d’activités à l'instar de la cosmétique, l’industrie de l’habillement avec Carimo Haute Couture et le Génie civil avec Carimo Immobilier.

### Vie personnelle
Carine Mongoue est la fille de la femme politique Yamkam Madeleine, maire de Bandja dans le Haut Nkam. Elle est mariée à un italien et est mère de deux enfants.

## Critiques et controverses
Carine Mongoue est régulièrement critiquée de promouvoir la dépigmentation. En effet, son entreprise de cosmétiques Les Laboratoires Carine Mongoue et sa marque Carimo sont spécialisés dans la fabrication et la distribution de produits décapants. En octobre 2020, une campagne publicitaire de la marque présentant un groupe de femmes noires prosternées au pied d'une femmes claire fait polémique. Plusieurs associations de consommateurs demandent que les affiches publicitaires soient retirées. Quelques jours plus tard, le 22 octobre 2020, une ordonnance du ministre de la communication suspend ladite publicité et ordonne le retrait de toutes les affiches de la ville.

## Prix et distinctions
Elle reçoit en 2018, le prix de  Best Cosmetic Brand décerné par le Ministère des Petites et Moyennes Entreprise.